# Лютый, Николай Иванович
Николай Иванович Лютый (3 февраля 1940 — 18 мая 2007) — передовик советского сельского хозяйства, тракторист совхоза «Берестовой» Константиновского района Донецкой области, Герой Социалистического Труда (1976). 

## Биография
Родился 3 февраля 1940 года в селе Катериновка, Константиновского района Сталинской области в украинской семье крестьянина. С 1941 по 1943 годы временно проживал на оккупированной территории. С 1947 года проходил обучение в сельской школе села Плещеевка Константиновского района Сталинской области, с пятого класса обучался в школе села Иванополье Константиновского района.
Завершив обучение в школе трудоустроился в колхоз в селе Плещеевка прицепщиком. Вскоре освоил профессию тракториста и стал работать на тракторе механизатором. Прошёл обучение и окончил Славянское сельскохозяйственное училище по направлению механизатор широкого профиля. Затем окончил и вечернюю школу.
По окончании обучения в училище стал работать трактористом в отделении №6 совхоза «Берестовой» Константиновского района Донецкой области. За год на тракторе ЮМЗ-6 свободно обрабатывал 1300 гектаров посевных площадей, в то время как другие механизаторы работали только на 800 гектарах. 
За выдающиеся успехи, достигнутые во Всесоюзном социалистическом соревновании, проявленную трудовую доблесть в выполнении планов и социалистических обязательств по увеличению производства и продажи государству сельскохозяйственных продуктов в 1976 году, Указом Президиума Верховного Совета СССР от 24 декабря 1976 года Николаю Ивановичу Лютому было присвоено звание Героя Социалистического Труда с вручением ордена Ленина и золотой медали «Серп и Молот».
В дальнейшем продолжал трудовую деятельность. Был делегатом съезда Коммунистической партии Украины. Избирался депутатом сельского и районного советов депутатов. 
Проживал в селе Плещеевка Константиновского района Донецкой области. Умер 18 мая 2007 года. Похоронен на сельском кладбище в Плещеевке.

## Награды
За трудовые успехи удостоен:
- золотая звезда «Серп и Молот» (24.12.1976),
- два ордена Ленина (15.12.1972, 24.12.1976),
- Медаль «За трудовое отличие»,
- другие медали.